# Mata-pasto
Mata-pasto, também conhecido como pajamarioba, majerioba, manjerioba, pajomarioba, paieriapa, folha-de-pajé, é uma planta herbácea da família das leguminosas bastante comum no Nordeste brasileiro, também em regiões do Sul. Tem forma arbustiva; flores amarelas, folhas trifilares com formato oval e frutos em vagens que, anualmente, enfeitam os campos de pastagens e campos abertos em meio à vegetacão de Caatinga. Pode chegar a 1,5 m de altura e divide-se em duas espécies: Senna obtusifolia (conhecida como mata-pasto liso) e Senna uniflora (conhecida como mata-pasto peludo).
As folhas do mata-pasto, assim como também todos os seus componentes fenados, são fonte de alimento para o gado: caprinos e ovinos e também para aves como galinhas e avestruzes, criadas soltas ou em  cativeiro, como em granjas, por exemplo. Porém, a planta verde e não fenada pode causar intoxicações em bovinos e pode ser considerada uma erva daninha, onde não se tem interesse em aproveitá-la.
Seus diversos nomes (pajamarioba, majerioba, manjerioba, pajomarioba, paieriapa, folha-de-pajé) provém do tupi antigo pajemarĩoba, que etimolgicamente significa "folha do pajé manco".